# Wyścig Pokoju 1949
II edycja Wyścigu Pokoju, która odbyła się w dniach 1-9 maja 1949 r. Tym razem organizatorzy (redakcje gazet polskiej „Trybuny Ludu” i czechosłowackiego Rudého práva oraz związki kolarskie z obu krajów) postanowili, że odbędzie się jeden wyścig na trasie Praga-Warszawa. W kolejnych latach wyścig miał na przemian rozpoczynać się w jednym z tych miast.

Ten amatorski wyścig kolarski liczył sobie 1259 km i podzielony był na 8 etapów. W klasyfikacji indywidualnej zwyciężył reprezentant Czechosłowacji Jan Veselý, a drużynowo zespół Francja II. Sędzią głównym wyścigu był Karel Tocl z Czechosłowacji.
Na starcie 2. Wyścigu Pokoju stanęło 18 ekip z 8 państw. Poza zespołami z państw tzw. demokracji ludowej pojawiły się drużyny wystawione przez robotnicze związki sportowe (FSGT z Francji i TUL z Finlandii). Regulamin głosił wprawdzie, że: „W wyścigu mogą brać udział zaproszeni kolarze krajów demokracji ludowej oraz robotniczych związków sportowych innych państw posiadających licencję państwowych związków kolarskich należących do UCI, ważną na rok 1949”, ale zdecydowano się dopuścić zawodników FSGT, którzy takiej licencji nie posiadali. O ile rok wcześniej nie dopuszczono do startu Albańczyków, to tym razem zrobiono odstępstwo od wyżej wspomnianej zasady.

## Lista startowa
Organizatorzy zadecydowali, że każdy kraj mogą reprezentować maksymalnie 3 drużyny w maksymalnie sześcioosobowych składach. W sumie wystartowało 101 kolarzy spośród których 71 dotarło do mety wyścigu. Drużyny uczestniczące w wyścigu to:
| ALBANIA             | ALBANIA            | FRANCJA II (FSGT)  | FRANCJA II (FSGT)    |
| ------------------- | ------------------ | ------------------ | -------------------- |
| Nido Kote           | Ruzhdi Cerma       | Elie Bathie        | René Rigaut          |
| Michel Cico         | Piro Anghelli      | Georges Benedetto  | Maurice Herbulot     |
| Sterjo Koco         | Lacej Gani         | Roger Ilitch       | Michel Garcia        |
| BUŁGARIA I          | BUŁGARIA I         | FRANCJA III (FSGT) | FRANCJA III (FSGT)   |
| Jordan Konstantinow | Ilija Wełczew      | Raymond Bordel     | Charles Darbois      |
| Miłko Rusew         | Slavi Nikołow      | René Labois        | Edouard Gougeon      |
| Kelczo Dobrew       | Stefan Iwanow      | Jacques Nedellec   |                      |
| BUŁGARIA II         | BUŁGARIA II        | POLSKA I           | POLSKA I             |
| Nikoła Nenow        | Grigor Dobrew      | Józef Kapiak       | Wacław Wójcik        |
| Todor Diszew        | Cwetko Georgijew   | Wacław Wrzesiński  | Lucjan Pietraszewski |
| Iwan Dinew          | Georgi Geszew      | Marian Rzeźnicki   | Roman Siemiński      |
| BUŁGARIA III        | BUŁGARIA III       | POLSKA II          | POLSKA II            |
| Angeł Mitow         | Panajet Rajczew    | Ryszard Kudert     | Teofil Sałyga        |
| Angeł Milew         | Christo Christow   | Robert Nowoczek    | Wilhelm Weglenda     |
| Borys Michajłow     | Stojko Wojewodow   | Henryk Czyż        | Stefan Mich          |
| CZECHOSŁOWACJA I    | CZECHOSŁOWACJA I   | POLSKA III         | POLSKA III           |
| Jan Veselý          | Jiří Holubec       | Władysław Wandor   | Eugeniusz Targoński  |
| Emanuel Krejčů      | Milan Perič        | Tadeusz Olszewski  | Jerzy Liszkiewicz    |
| Květoslav Bohdan    | Vladimír Siegl     | Władysław Motyka   | Roman Bukowski       |
| CZECHOSŁOWACJA II   | CZECHOSŁOWACJA II  | RUMUNIA I          | RUMUNIA I            |
| Antonín Doležalík   | Lubomír Puklický   | Marin Niculescu    | Ervant Norhadian     |
| Antonín Veverka     | František Hanus    | Gheorghe Negoescu  | Luciano Horvatin     |
| Karel Vaverka       | Miroslav Jeník     | Constantin Șandru  | Nicolae Chicomban    |
| CZECHOSŁOWACJA III  | CZECHOSŁOWACJA III | RUMUNIA II         | RUMUNIA II           |
| Josef Pavlas        | Ladislav Javořík   | Traian Chicomban   | Constantin Cihodaru  |
| Jurij Ejem          | Zdeněk Šrámek      | Iulian Gociman     | Ștefan Petrescu      |
| Oldřich Mládek      | Jaroslav Aubrecht  |                    |                      |
| FINLANDIA (TUL)     | FINLANDIA (TUL)    | WĘGRY I            | WĘGRY I              |
| Onni Niemi          |                    | Zoltan Tobias      | László Papp          |
| Tykö Pellinen       |                    | Károly Kovács      | Mihály Mayer         |
| Sulo Punkinen       |                    | János Ötvös        | Gyula Sere           |
| FRANCJA I (FSGT)    | FRANCJA I (FSGT)   | WĘGRY II           | WĘGRY II             |
| Antoine Tarrega     | Eugène Garnier     | Mihály Irhazi      | Ferenc Gal           |
| Charles Riegert     | Jacques Evesque    | Ede Kaiser         | Géza Kertész         |
| Fausty Donati       | Henri Beaumont     | Ferenc Jonas       | László Vida          |

W porównaniu do 1. edycji wyścigu zabrakło kolarzy z Jugosławii, której reprezentanci zwyciężyli w klasyfikacjach indywidualnych obu wyścigów zaliczanych do tejże edycji.

## Trasa wyścigu
Licząca 1259 km trasa została podzielona na 8. etapów. Pierwsze cztery etapy w całości przebiegały przez terytorium Czechosłowacji. Na V etapie z Ostrawy do Katowic kolarze przekroczyli granicę czechosłowacko-polską. Kolejne trzy etapy przebiegały przez terytorium Polski. Najdłuższym etapem był, liczący 212 km, etap VII z Wrocławia do Łodzi. Najkrótszy etap miał długość 111 km z Gottwaldova do Ostrawy.

## Przebieg wyścigu
Przed startem wyścigu za faworytów do zwycięstwa w klasyfikacji indywidualnej uważano kolarzy z Francji. Drużynowo faworytami byli Polacy, gdyż w pierwszym zespole zebrano najlepszych kolarzy z zespołów, które zwyciężyły w klasyfikacjach drużynowych w 1. edycji wyścigu.
Jak się później okazało, przewidywania te były tylko częściowo zgodne z prawdą. Wyścig Pokoju w 1949 r. zdominował reprezentant Czechosłowacji Jan Veselý, który odniósł pięć zwycięstw etapowych. Jego głównym rywalem był Francuz Eugene Garnier. Do VI etapu Francuz dotrzymywał kroku reprezentantowi Czechosłowacji, któremu dopiero na najdłuższym VII etapie z Wrocławia do Łodzi udało się uzyskać przewagę piętnastu minut nad konkurentem. Ostatecznie na mecie wyścigu w Warszawie, utrzymując przewagę blisko dwunastu minut nad innym Francuzem, Maurice'em Herbulotem, Eugene Garnier ukończył rywalizację na czwartym miejscu.
Klasyfikacja generalna wyścigu pokazuje, że silne zespoły wystawił francuski związek FSGT. W sumie czterech Francuzów z zespołów Francja I i Francja II zajęło miejsca od 2. do 5. W rywalizacji drużynowej od początku ton nadawały zespoły Czechosłowacji I i Francji II. Później do walki włączyły się zespoły Francji I i Polski I. Polacy dzięki doskonałej jeździe na ostatnim etapie wywalczyli drugie miejsce w klasyfikacji drużynowej wyścigu.
W 2. edycji Wyścigu Pokoju siła kolarzy w peletonie była bardzo różna. Różnica między 1. a 10. kolarzem wyścigu wynosiła niemal pół godziny. Ostatni sklasyfikowany kolarz, Bułgar Borys Michajłow, stracił do zwycięzcy ponad sześć i pół godziny. W rywalizacji drużynowej dwa najsłabsze zespoły Finlandii i Rumunii II straciły odpowiednio ponad dziewięć i ponad dziesięć godzin.

## Wyniki

### I etap, (1 maja 1949),Praga–Pardubice(143 km)
Pierwszy etap ujawnił układ sił w peletonie. Z bardzo dobrej strony pokazali się kolarze francuscy, których pięciu znalazło się w czołowej dziesiątce na mecie etapu. Jednak jego zwycięzcą został reprezentant Czechosłowacji Jan Veselý. W klasyfikacji drużynowej na czele znalazł się zespół Francji II, a Polacy, którzy nie trafili z formą na początek wyścigu i dodatkowo mieli pecha (pięć defektów), stracili do zwycięzców niemal 15 minut.
| L.p. | Zawodnik          | Drużyna           | Czas/strata |
| ---- | ----------------- | ----------------- | ----------- |
| 1.   | Jan Veselý        | Czechosłowacja I  | 4:05,40     |
| 2.   | Eugène Garnier    | Francja I         | +0,00       |
| 3.   | Maurice Herbulot  | Francja II        | +0,00       |
| 4.   | Elie Bathie       | Francja II        | +0,08       |
| 5.   | Jiří Holubec      | Czechosłowacja I  | +3,46       |
| 6.   | Emanuel Krejčů    | Czechosłowacja I  | +4,11       |
| 7.   | Georges Benedetto | Francja II        | +4,11       |
| 8.   | René Rigaut       | Francja II        | +4,11       |
| 9.   | Zoltan Tobias     | Węgry I           | +4,11       |
| 10.  | Miroslav Jeník    | Czechosłowacja II | +5,50       |

### II etap, (2 maja 1949), Pardubice –Brno(137 km)
Drugi etap był podobny do pierwszego. Na metę pierwsza dotarła dwójka kolarzy: Jan Veselý z Czechosłowacji i podążający za nim jak cień Francuz Eugene Garnier. Ponownie zwyciężył Veselý i ponownie w pierwszej dziesiątce było pięciu Francuzów. Tym razem w pierwszej dziesiątce znalazł się jeden Polak Wacław Wójcik. Nie poprawiło to jednak sytuacji zespołu Polska I, którego strata do liderującej Francji II urosła do nieco ponad 24 minut, mimo że awansował na czwarte miejsce w klasyfikacji drużynowej.
| L.p. | Zawodnik          | Drużyna           | Czas/strata |
| ---- | ----------------- | ----------------- | ----------- |
| 1.   | Jan Veselý        | Czechosłowacja I  | 4:00,56     |
| 2.   | Eugène Garnier    | Francja I         | +0,00       |
| 3.   | Emanuel Krejčů    | Czechosłowacja I  | +1,36       |
| 4.   | Elie Bathie       | Francja II        | +2,04       |
| 5.   | Raymond Bordel    | Francja III       | +3,02       |
| 6.   | Constantin Șandru | Rumunia I         | +3,02       |
| 7.   | Wacław Wójcik     | Polska I          | +3,02       |
| 8.   | Maurice Herbulot  | Francja II        | +3,02       |
| 9.   | Henri Beaumont    | Francja I         | +3,02       |
| 10.  | Lubomír Puklický  | Czechosłowacja II | +3,02       |

### III etap, (3 maja 1949), Brno –Gottwaldov(140 km)
Trzeci etap był radośniejszy dla kibiców kolarstwa w Polsce. Jego zwycięzcą został Marian Rzeźnicki, który finiszował dziesięć sekund przed Francuzem Charles;em Rigertem. Lider wyścigu Jan Veselý tym razem przyjechał w głównej grupie ze stratą minuty i czternastu sekund do zwycięzcy. Drużynowo etap wygrali Polacy, których pięciu znalazło się w pierwszej dziesiątce, jednak ich strata do prowadzącej w klasyfikacji drużynowej Francji II zmniejszyła się o zaledwie 20 sekund i w dalszym ciągu wynosiła około 24 minut.
| L.p. | Zawodnik             | Drużyna           | Czas/strata |
| ---- | -------------------- | ----------------- | ----------- |
| 1.   | Marian Rzeźnicki     | Polska I          | 4:25,22     |
| 2.   | Charles Riegert      | Francja I         | +0,10       |
| 3.   | Antonín Veverka      | Czechosłowacja II | +0,20       |
| 4.   | Maurice Herbulot     | Francja II        | +0,20       |
| 5.   | Károly Kovács        | Węgry I           | +1,14       |
| 6.   | Jan Veselý           | Czechosłowacja I  | +1,14       |
| 7.   | Wacław Wrzesiński    | Polska I          | +1,14       |
| 8.   | Wacław Wójcik        | Polska I          | +1,14       |
| 9.   | Teofil Sałyga        | Polska II         | +1,14       |
| 10.  | Lucjan Pietraszewski | Polska I          | +1,14       |

### IV etap, (4 maja 1949), Gottwaldov –Ostrawa(111 km)
Na najkrótszym etapie 2. edycji Wyścigu Pokoju nie doszło do żadnych zmian w klasyfikacjach indywidualnej i drużynowej, gdyż na metę w Ostrawie przyjechała duża 28-osobowa grupa. Z niej najszybciej finiszował, potwierdzając swój prymat w klasyfikacji generalnej, reprezentant Czechosłowacji Jan Veselý, wyprzedzając Węgra Károly Kovácsa i zwycięzcę poprzedniego etapu, Polaka Mariana Rzeźnickiego.
| L.p. | Zawodnik             | Drużyna          | Czas/strata |
| ---- | -------------------- | ---------------- | ----------- |
| 1.   | Jan Veselý           | Czechosłowacja I | 3:35,26     |
| 2.   | Károly Kovács        | Węgry I          | +0,00       |
| 3.   | Marian Rzeźnicki     | Polska I         | +0,00       |
| 4.   | Maurice Herbulot     | Francja II       | +0,00       |
| 5.   | Marin Niculescu      | Rumunia I        | +0,00       |
| 6.   | Lucjan Pietraszewski | Polska I         | +0,00       |
| 7.   | Teofil Sałyga        | Polska II        | +0,00       |
| 8.   | Eugène Garnier       | Francja I        | +0,00       |

### V etap, (6 maja 1949), Ostrawa –Katowice(147 km)
Piąty etap 2 edycji Wyścigu Pokoju, rozegrany po dniu przerwy, pokazał siłę kolarzy francuskich, którym tym razem udało się zgubić lidera wyścigu Jana Veselego z Czechosłowacji. Jednak niestety dla nich ich najwyżej sklasyfikowany kolarz (wicelider wyścigu) Eugene Garnier przyjechał tuż za Czechosłowakiem. Etapowe zwycięstwo odniósł Charles Riegert, który na metę dojechał razem ze swoim rodakiem Maurice'em Herbulotem. Kolejne dwa miejsca zajęli Polacy Henryk Czyż i Wacław Wójcik, którzy jako drużyna zaczęli odżywać po słabym początku wyścigu. Jednak w drużynowej klasyfikacji generalnej nadal przewodziła Francja II, a zespół Polski I zmniejszył straty do nieco ponad 20 minut.
| L.p. | Zawodnik          | Drużyna          | Czas/strata |
| ---- | ----------------- | ---------------- | ----------- |
| 1.   | Charles Riegert   | Francja I        | 4:02,13     |
| 2.   | Maurice Herbulot  | Francja II       | +0,00       |
| 3.   | Henryk Czyż       | Polska II        | +0,15       |
| 4.   | Wacław Wójcik     | Polska I         | +0,21       |
| 5.   | Raymond Bordel    | Francja III      | +0,54       |
| 6.   | Jan Veselý        | Czechosłowacja I | +1,15       |
| 7.   | Eugène Garnier    | Francja I        | +1,16       |
| 8.   | Emanuel Krejčů    | Czechosłowacja I | +1,19       |
| 9.   | Robert Nowoczek   | Polska II        | +1,21       |
| 10.  | Constantin Şandru | Rumunia I        | +1,23       |

### VI etap, (7 maja 1949), Katowice –Wrocław(184 km)
Na 6. etapie powtarza się znowu schemat znany z kilku wcześniejszych etapów. Czwarte etapowe zwycięstwo odnosi Jan Veselý z Czechosłowacji, a tuż za nim przyjeżdżają Francuzi – drugie miejsce zajmuje jego „cień” Eugene Garnier. Finiszują oni z minimalną przewagą nad kolejnymi kolarzami, którzy tworzą w sumie ponad 40-osobową grupę. W klasyfikacjach, zarówno indywidualnej, jak i drużynowej, nie następują w związku z tym żadne istotne zmiany.
| L.p. | Zawodnik             | Drużyna          | Czas/strata |
| ---- | -------------------- | ---------------- | ----------- |
| 1.   | Jan Veselý           | Czechosłowacja I | 5:34,12     |
| 2.   | Eugène Garnier       | Francja I        | +0,01       |
| 3.   | Edouard Gougeon      | Francja III      | +0,02       |
| 4.   | Károly Kovács        | Węgry I          | +0,02       |
| 5.   | Lucjan Pietraszewski | Polska I         | +0,02       |
| 6.   | Jiří Holubec         | Czechosłowacja I | +0,02       |
| 7.   | Marin Niculescu      | Rumunia I        | +0,02       |
| 8.   | Wilhelm Weglenda     | Polska II        | +0,02       |
| 9.   | Wacław Wójcik        | Polska I         | +0,02       |
| 10.  | Roman Siemiński      | Polska I         | +0,02       |
| 11.  | Wacław Wrzesiński    | Polska I         | +0,02       |

### VII etap, (8 maja 1949), Wrocław –Łódź(212 km)
Najdłuższy etap 2. edycji Wyścigu Pokoju był, jak się okazało, rozstrzygający dla ostatecznych wyników w klasyfikacji indywidualnej. Swoje wielkie zdolności i siłę pokazał lider, reprezentujący Czechosłowację Jan Veselý, któremu udało się zgubić Francuzów (zwłaszcza dotychczasowego wicelidera Eugena Garniera – stracił ponad 15 minut). Veselý wygrał ten etap po samotnej ucieczce (było to jego piąte zwycięstwo na siedem rozegranych do tej pory etapów). Drugiego na mecie Charlesa Riegerta wyprzedził o ponad trzy i pół minuty. Dobrze na tym etapie pojechała drużyna Polska I, która awansowała na drugie miejsce i zniwelowała przewagę zespołu Francja I z ponad dwudziestu do dziewięciu minut.
| L.p. | Zawodnik             | Drużyna          | Czas/strata |
| ---- | -------------------- | ---------------- | ----------- |
| 1.   | Jan Veselý           | Czechosłowacja I | 5:29,58     |
| 2.   | Charles Riegert      | Francja I        | +3,36       |
| 3.   | Gheorghe Negoescu    | Rumunia I        | +3,59       |
| 4.   | Lucjan Pietraszewski | Polska I         | +4,10       |
| 5.   | Wacław Wójcik        | Polska I         | +6,55       |
| 6.   | Constantin Şandru    | Rumunia I        | +6,57       |
| 7.   | Maurice Herbulot     | Francja II       | +10,35      |
| 8.   | Elie Bathie          | Francja II       | +11,42      |
| 9.   | Květoslav Bohdan     | Czechosłowacja I | +14,32      |
| 10.  | Edouard Gougeon      | Francja III      | +14,40      |

### VIII etap, (9 maja 1949), Łódź –Warszawa(185 km)
Zwycięstwo w indywidualnej klasyfikacji zostało już rozstrzygnięte, walka jednak wciąż toczyła się o zwycięstwo w klasyfikacji drużynowej. Polacy nie chcieli się poddać i w związku z tym ostatni etap 2. edycji Wyścigu Pokoju nie był etapem „przyjaźni”. Na ulicach Piotrkowa Trybunalskiego, przez który prowadziła trasa wyścigu, dwójce Polaków – Teofilowi Sałydze i Lucjanowi Pietraszewskiemu – udało się uciec Francuzom. Razem z nimi uciekli również reprezentanci Czechosłowacji František Hanus i Kvetoslav Bohdan. W pewnym momencie ta czwórka miała nawet siedem minut przewagi nad peletonem. Niestety dla Polaków, tylko Pietraszewski był członkiem mającej szanse na zwycięstwo Polski I, a Sałyga jechał w barwach Polski II. Ostatecznie w Warszawie zwyciężył Pietraszewski, wygrywając minimalnie z Hanusem. Lider i zwycięzca wyścigu Jan Veselý przyjechał piąty ze stratą ponad czterech minut do Polaka. Tuż za nim linię mety minął jego „cień” Eugene Garnier. Ostatecznie w klasyfikacji drużynowej wygrała Francja II, a drugie miejsce zajęła Polska I ze stratą, którą udało się zmniejszyć do trzech minut i 26 sekund.
| L.p. | Zawodnik             | Drużyna           | Czas/strata |
| ---- | -------------------- | ----------------- | ----------- |
| 1.   | Lucjan Pietraszewski | Polska I          | 5:05,55     |
| 2.   | František Hanus      | Czechosłowacja II | +0,02       |
| 3.   | Teofil Sałyga        | Polska II         | +0,41       |
| 4.   | Květoslav Bohdan     | Czechosłowacja I  | +1,06       |
| 5.   | Jan Veselý           | Czechosłowacja I  | +4,25       |
| 6.   | Eugène Garnier       | Francja I         | +4,25       |
| 7.   | Marian Rzeźnicki     | Polska I          | +4,25       |
| 8.   | Károly Kovács        | Węgry I           | +4,26       |
| 9.   | Antonín Veverka      | Czechosłowacja II | +4,27       |
| 10.  | Jordan Konstantinow  | Bułgaria I        | +4,28       |

### Etapy podsumowanie
| Etap      | Data   | Start – meta       | Długość (km) | Zwycięzca etapu      | Czas Średnia prędkość | Lider      | Lider drużynowy wyścigu |
| I etap    | 1 maja | Praga – Pardubice  | 143 km       | Jan Veselý           | 4h 05'40" 34,9 km/h   | Jan Veselý | Francja II              |
| II etap   | 2 maja | Pardubice-Brno     | 137 km       | Jan Veselý           | 4h 00'56" 34,1 km/h   | Jan Veselý | Francja II              |
| III etap  | 3 maja | Brno-Gottwaldov    | 140 km       | Marian Rzeźnicki     | 4h 25'22" 31,7 km/h   | Jan Veselý | Francja II              |
| IV etap   | 4 maja | Gottwaldov-Ostrawa | 111 km       | Jan Veselý           | 3h 35'26" 30,9 km/h   | Jan Veselý | Francja II              |
| V etap    | 6 maja | Ostrawa-Katowice   | 147 km       | Charles Riegert      | 4h 02'13" 36,4 km/h   | Jan Veselý | Francja II              |
| VI etap   | 7 maja | Katowice-Wrocław   | 184 km       | Jan Veselý           | 5h 34'12" 33,0 km/h   | Jan Veselý | Francja II              |
| VII etap  | 8 maja | Wrocław-Łódź       | 212 km       | Jan Veselý           | 5h 29'58" 38,6 km/h   | Jan Veselý | Francja II              |
| VIII etap | 9 maja | Łódź-Warszawa      | 185 km       | Lucjan Pietraszewski | 5h 05'55" 36,3 km/h   | Jan Veselý | Francja II              |

## Klasyfikacja indywidualna
Koszulka żółta
| L.p. | Zawodnik             | Drużyna            | Czas/strata | L.p. | Zawodnik            | Drużyna            | Czas/strata |
| ---- | -------------------- | ------------------ | ----------- | ---- | ------------------- | ------------------ | ----------- |
| 1.   | Jan Veselý           | Czechosłowacja I   | 36:26,36    | 37.  | Ede Kaiser          | Węgry I            | +1:13,49    |
| 2.   | Maurice Herbulot     | Francja II         | +11,55      | 38.  | Eugeniusz Targoński | Polska III         | +1:16,27    |
| 3.   | Charles Riegert      | Francja I          | +12,19      | 39.  | František Hanus     | Czechosłowacja II  | +1:16,44    |
| 4.   | Eugène Garnier       | Francja I          | +15,29      | 40.  | Władysław Motyka    | Polska III         | +1:20,45    |
| 5.   | Elie Bathie          | Francja II         | +15,59      | 41.  | Ervant Norhadian    | Rumunia I          | +1:23,46    |
| 6.   | Wacław Wójcik        | Polska I           | +16,12      | 42.  | Géza Kertész        | Węgry II           | +1:25,14    |
| 7.   | Lucjan Pietraszewski | Polska I           | +25,06      | 43.  | Antonín Veverka     | Czechosłowacja II  | +1:28,31    |
| 8.   | Gyula Sere           | Węgry I            | +26,10      | 44.  | Jacques Nedellec    | Francja III        | +1:29,26    |
| 9.   | Teofil Sałyga        | Polska II          | +26,11      | 45.  | Miłko Rusew         | Bułgaria I         | +1:30,19    |
| 10.  | Lubomír Puklický     | Czechosłowacja II  | +29,18      | 46.  | Antonín Doležalík   | Czechosłowacja II  | +1:41,04    |
| 11.  | Georges Benedetto    | Francja II         | +30,41      | 47.  | Oldřich Mládek      | Czechosłowacja III | +1:44,14    |
| 12.  | Jiří Holubec         | Czechosłowacja I   | +32,26      | 48.  | László Vida         | Węgry II           | +1:45,22    |
| 13.  | Jerzy Liszkiewicz    | Polska III         | +34,18      | 49.  | Jordan Konstantinow | Bułgaria I         | +1:45,48    |
| 14.  | Marian Rzeźnicki     | Polska I           | +41,15      | 50.  | Georgi Geszew       | Bułgaria II        | +1:52,13    |
| 15.  | Constantin Șandru    | Rumunia I          | +41,34      | 51.  | Tadeusz Olszewski   | Polska III         | +2:00,56    |
| 16.  | Roman Siemiński      | Polska I           | +45,16      | 52.  | Roman Bukowski      | Polska III         | +2:05,50    |
| 17.  | Károly Kovács        | Węgry I            | +47,18      | 53.  | Květoslav Bohdan    | Czechosłowacja I   | +2:06,41    |
| 18.  | Piro Anghelli        | Albania            | +50,38      | 54.  | Ryszard Kudert      | Polska II          | +2:11,59    |
| 19.  | Marin Niculescu      | Rumunia I          | +50,54      | 55.  | Cwetko Georgijew    | Bułgaria II        | +2:25,26    |
| 20.  | Wacław Wrzesiński    | Polska I           | +52,14      | 56.  | Nido Kote           | Albania            | +2:28,28    |
| 21.  | Charles Darbois      | Francja III        | +53,38      | 57.  | René Labois         | Francja III        | +2:51,51    |
| 22.  | Robert Nowoczek      | Polska II          | +54,22      | 58.  | Iulian Gociman      | Rumunia II         | +2:52,17    |
| 23.  | Józef Kapiak         | Polska I           | +54,50      | 59.  | Constantin Cihodaru | Rumunia II         | +2:57,33    |
| 24.  | Wilhelm Weglenda     | Polska II          | +54,56      | 60.  | Ladislav Javořík    | Czechosłowacja III | +2:59,15    |
| 25.  | Henryk Czyż          | Polska II          | +59,00      | 61.  | Mihály Mayer        | Węgry I            | +3:09,51    |
| 26.  | Fausty Donati        | Francja I          | +59,06      | 62.  | Onni Niemi          | Finlandia          | +3:41,02    |
| 27.  | Ilija Wełczew        | Bułgaria I         | +1:00,53    | 63.  | Tykö Pellinen       | Finlandia          | +3:43,58    |
| 28.  | Stefan Mich          | Polska II          | +1:01,40    | 64.  | Christo Christow    | Bułgaria III       | +3:48,09    |
| 29.  | Gheorghe Negoescu    | Rumunia I          | +1:02,01    | 65.  | Sulo Punkinen       | Finlandia          | +3:51,24    |
| 30.  | Edouard Gougeon      | Francja III        | +1:04,10    | 66.  | Angeł Milew         | Bułgaria III       | +3:53,49    |
| 31.  | Josef Pavlas         | Czechosłowacja III | +1:06,02    | 67.  | Panajet Rajczew     | Bułgaria III       | +3:56,28    |
| 32.  | Traian Chicomban     | Rumunia II         | +1:06,41    | 68.  | Iwan Dinew          | Bułgaria II        | +4:19,35    |
| 33.  | Karel Vaverka        | Czechosłowacja II  | +1:07,21    | 69.  | … Dobrew            | Bułgaria           | +4:57,20    |
| 34.  | Miroslav Jeník       | Czechosłowacja II  | +1:07,59    | 70.  | Ștefan Petrescu     | Rumunia II         | +5:42,53    |
| 35.  | Nicolae Chicomban    | Rumunia I          | +1:09,36    | 71.  | Borys Michajłow     | Bułgaria III       | +6:42,03    |
| 36.  | … Dobrew             | Bułgaria           | +1:13,22    |      |                     |                    |             |

## Klasyfikacja drużynowa
Na wynik składa się rzeczywista suma czasów – bez bonifikat – trzech pierwszych zawodników drużyny na każdym etapie.
| L.p. | Drużyna           | Czas/strata | L.p. | Drużyna            | Czas/strata     |
| ---- | ----------------- | ----------- | ---- | ------------------ | --------------- |
| 1.   | Francja II        | 110:13,31   | 10.  | Bułgaria I         | +1:56,46        |
| 2.   | Polska I          | +3,26       | 11.  | Czechosłowacja III | +2:00,51        |
| 3.   | Czechosłowacja I  | +12,28      | 12.  | Węgry I            | +2:11,49        |
| 4.   | Francja I         | +13,46      | 13.  | Węgry II           | +3:16,46        |
| 5.   | Polska II         | +38,38      | 14.  | Bułgaria II        | +5:35,28        |
| 6.   | Rumunia I         | +42,32      | 15.  | Bułgaria III       | +6:33,42        |
| 7.   | Czechosłowacja II | +1:24,55    | 16.  | Finlandia          | +9:22,41        |
| 8.   | Francja III       | +1:32,52    | 17.  | Rumunia II         | +10:39,06       |
| 9.   | Polska III        | +1:41,24    |      | Albania            | zdekompletowana |